# IK Sirius IBK
Der IK Sirius IBK ist ein schwedischer Unihockeyverein aus Uppsala aus der gleichnamigen Gemeinde. Die Herrenmannschaft spielt in der Svenska Superligan, der höchsten schwedischen Spielklasse.

## Geschichte
Der Verein ging aus der Fusion mehrerer regionaler Vereine hervor. Der IBK ist Teil des aus Uppsala beheimateten IK Sirius. Auf die Saison 2017/18 wird die ehemaligen Damenmannschaft des FBC Uppsala ebenfalls unter dem Namen IK Sirius IBK an der nationalen Meisterschaft teilnehmen.

## Stadion
Die Mannschaften von Sirius spielen nach Möglichkeit in der IFU Arena. Sie verfügt über eine Kapazität von 2880 Plätzen.

## Erfolge und Statistiken

### Statistiken

#### Zuschauer
| Jahr    | ø   |
| ------- | --- |
| 2015/16 | 800 |
| 2016/17 | 737 |

#### Topscorer
| Jahr    | Name           | Sp | T  | A  | P  |
| ------- | -------------- | -- | -- | -- | -- |
| 2015/16 | Billy Nilsson  | 26 | 26 | 24 | 50 |
| 2016/17 | Johan Eriksson | 30 | 30 | 9  | 39 |